# Isaac
Pour les articles homonymes, voir Isaac (homonymie).
יצחק
Isaac (hébreu : יצחק (SBL) Yiṣḥāq ; (API) /jisˤħa:q/ ; hébreu moderne : (API) /jitsˈχak/ ; en arabe : إسحاق (isHāq) (DMG) Isḥāq ; (API) /ʔisˈħaːq/) est un prénom masculin d'origine hébraïque. Il signifierait « il rira ». C'est un personnage de la Bible (dans le livre de la Genèse) et il est également mentionné dans le Coran. Isaac est le fils d'Abraham et de Sara, le mari de Rébecca, le père de Jacob et d'Ésaü, et le demi-frère d'Ismaël.

## Récit biblique

### La naissance
Un jour, alors qu'Abraham a 99 ans, l'Éternel lui apparaît et lui propose de renouveler son alliance par la circoncision. Il lui promet de nombreux descendants, parmi lesquels des rois qui régneront sur le pays de Canaan. Il prédit que sa femme Sara, qui a 90 ans et n'a pas d'enfant, accouchera dans un an d'Isaac, ce qui fait rire Abraham (Sara était jusqu'à maintenant stérile), et que cette alliance passera par Isaac. Un jour qu'Abraham accueille chez lui trois hommes, l'Éternel apparaît, et l'un des étrangers réitère l'annonciation de la grossesse de Sara. Sara l'entend et rit à cette idée.
Isaac naît un an après. Son nom signifie en hébreu « il rira », ce qui fait référence aux deux épisodes durant lesquels Abraham, puis Sara, rient car on leur annonce que Sara va enfanter. Il est circoncis à l'âge de huit jours, son père Abraham étant âgé de 100 ans. Isaac grandit, est sevré et Abraham fait un grand festin. Peu après le sevrage d'Isaac, Abraham chasse, sur la demande de Sara, son autre fils Ismaël qu'il a eu d'Agar, pour qu'Isaac n'ait pas à partager l'héritage avec Ismaël.

### Le «sacrifice» d'Isaac

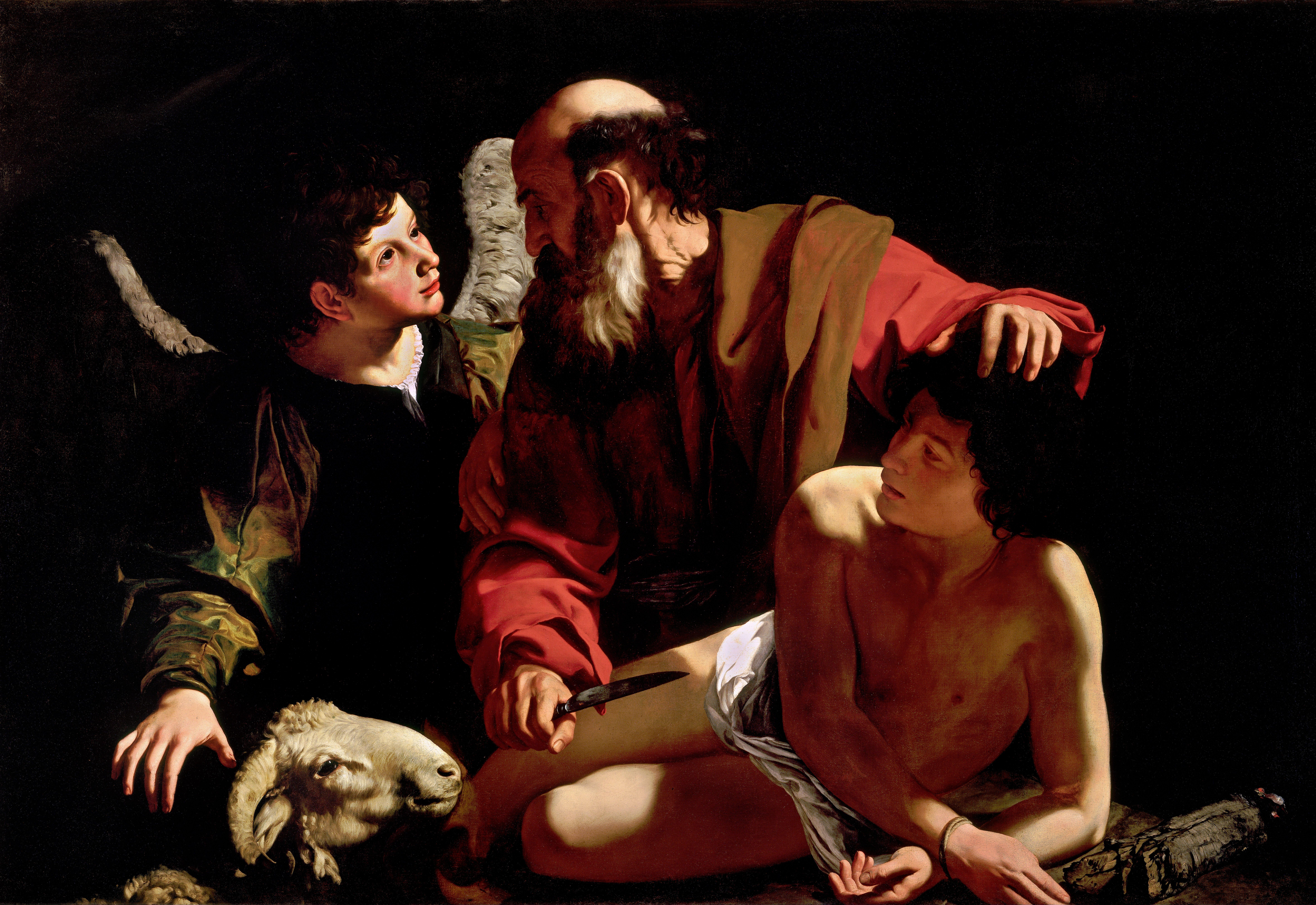
Le sacrifice d'Isaac (vers 1603),
huile sur toile réalisée par Le Caravage.

Un jour, Dieu demande à Abraham d'offrir Isaac en holocauste sur le mont Moriah. Abraham fend des bûches, et part avec Isaac, un âne et deux serviteurs. Après trois jours de marche, il dit aux serviteurs de garder l'âne, et qu'il va se prosterner plus loin avec son fils. Il charge Isaac des bûches. Un midrash dit que ces deux serviteurs sont Éliézer de Damas et Ismaël fils d'Agar, et qu'ils se querellent pour savoir lequel des deux va être héritier d'Abraham après la mort d'Isaac. Sur la route, Isaac demande où est l'agneau qui sera brûlé, et Abraham répond qu'il s'en remet à Dieu. Une fois arrivés, Abraham élève un autel, dispose les bûches et lie son fils au bûcher. Alors qu'il tend la main pour immoler Isaac, un ange, convaincu de la crainte  que Dieu lui inspire, crie à Abraham d’épargner Isaac. Un bélier, qu'Abraham voit pris au piège dans un fourré, est sacrifié à sa place,.
Un passage similaire apparaît dans la mythologie grecque : Athamas de Béotie tend la main pour immoler son fils Phrixos mais Héraclès envoyé par Zeus crie à Athamas d'épargner son fils et le bélier appelé Chrysomallos envoyé par Zeus apparaît alors.

### Mariage d'Isaac

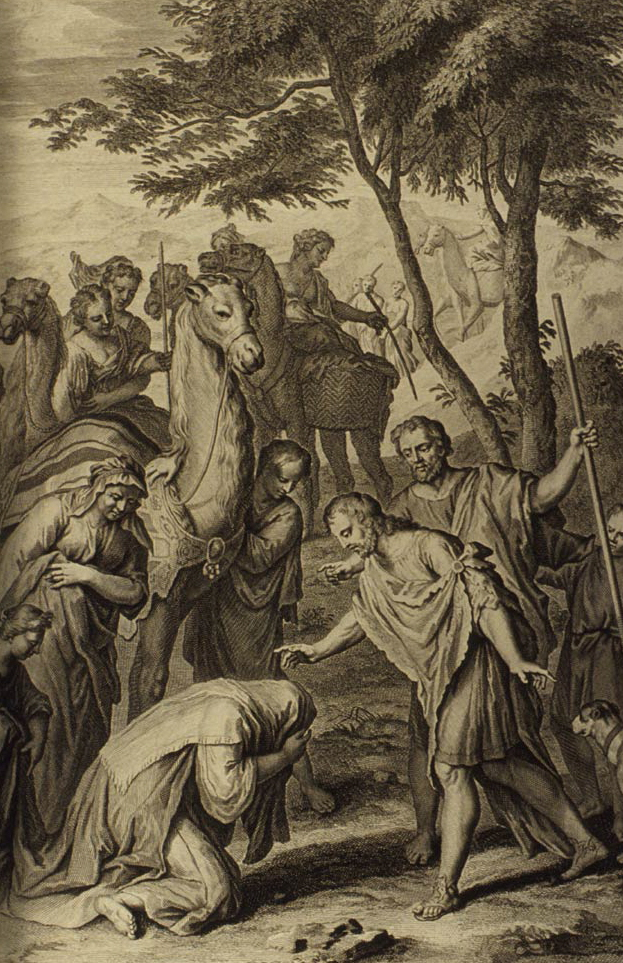
Isaac rencontre Rébecca accompagné du serviteur Eliézer (cf. Gn 24,61-67), gravure de Gerard Hoet (1728) extraite des Figures de la Bible.

Sara meurt âgée de 127 ans. Un jour, Abraham, vieilli, demande à son plus ancien serviteur de ramener de son pays une femme de sa famille pour Isaac. Le serviteur part pour Aram avec dix chameaux chargés de présents et en revient avec Rébecca, une cousine d'Isaac. Dès leur retour, Isaac aime et épouse Rébecca. Isaac est âgé de 40 ans lorsqu'il épouse Rébecca. Puis il enterre son père Abraham avec Ismaël dans la grotte de Makpéla, à côté de sa mère Sarah . Lorsqu'il a 60 ans, Rébecca lui donne deux fils jumeaux : Ésaü (l'aîné) qui devient un chasseur habile et Jacob plus calme restant sous des tentes. Isaac préfère Ésaü car il aime le gibier.
Pour fuir une famine, Isaac et Rébecca vont à Guérar chez le roi Abimélech. Isaac fait passer Rébecca pour sa sœur mais Abimélech s'en rend compte et en fait le reproche à Isaac. Isaac s'enrichit mais les habitants de Guérar le jalousent et comblent les puits creusés par les serviteurs d'Abraham puis sur la demande du roi, Isaac va habiter dans l'oued de Guérar. Isaac débouche les puits creusés aux jours d'Abraham et comblés par les Philistins et en creuse de nouveaux, de plus en plus loin de Guérar, les deux premiers appelés Eseq et Sitna qui sont successivement contestés par les habitants et le troisième appelé Rechoboth qui n'est pas contesté. Il gagne Beer-Sheva, où Dieu lui renouvelle l'alliance conclue avec son père Abraham. Il s'y installe, bâtit un autel et creuse un puits. Abimélech le rejoint et conclut une alliance avec Isaac, qu'il juge béni de Dieu. Des midrashim identifient cet Abimélech à Benmélech fils de l'Abimélech rencontré par Abraham,.

### Bénédiction d'Isaac

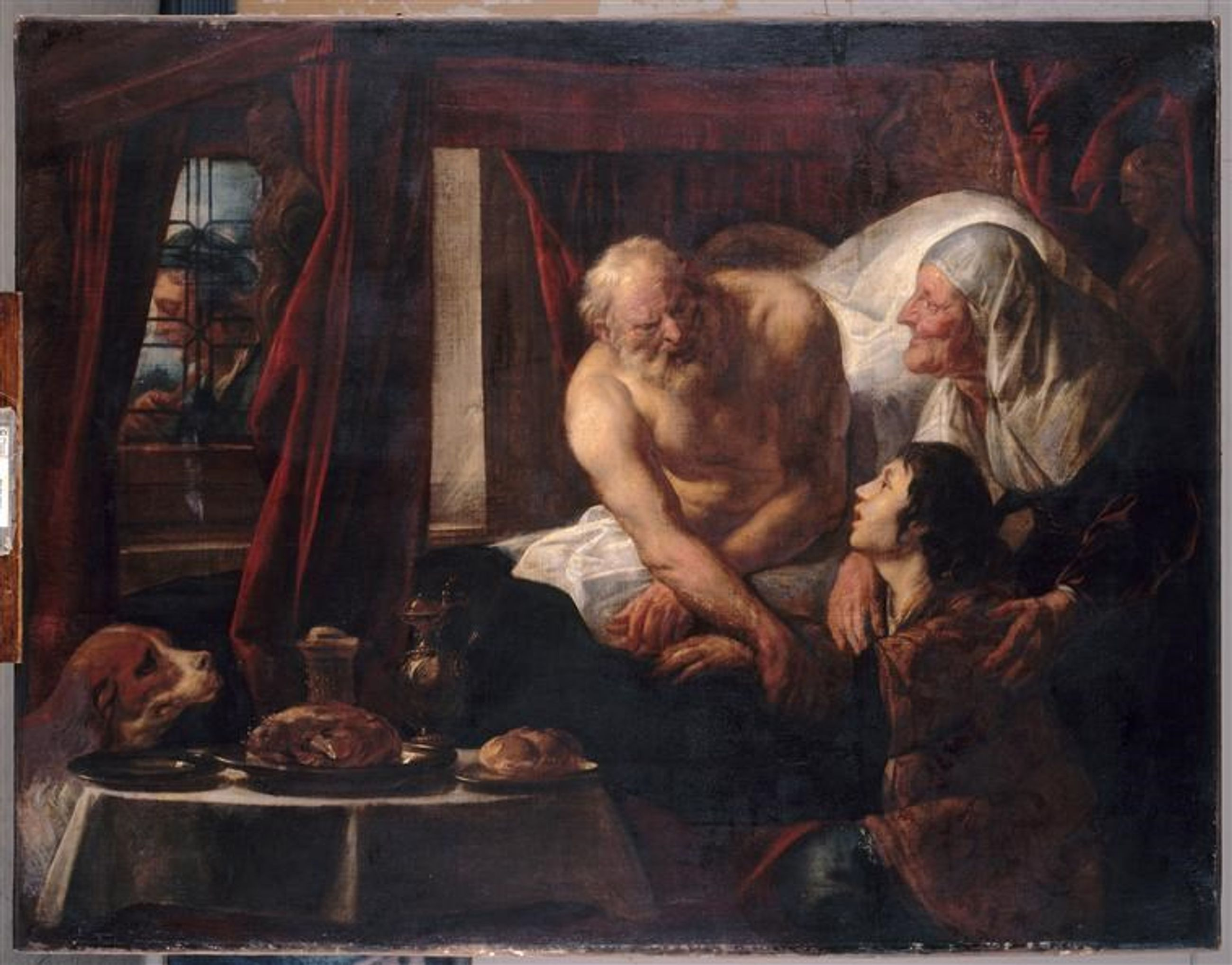
Isaac bénissant Jacob, par Jacob Jordaens en 1660.

Isaac vieillit et devient aveugle, alors il appelle son fils aîné Ésaü qui s'exécute. Il lui demande de chasser du gibier et de lui faire un plat savoureux car il veut le bénir. Pendant l'absence d'Ésaü parti chasser à l'instigation de sa mère Rébecca, Jacob se présente devant Isaac revêtu des vêtements et sous le nom d'Ésaü, amenant deux bons chevreaux du troupeau cuisinés par sa mère. Isaac reconnaît la voix de Jacob mais se ravise en prenant les mains de Jacob, recouvertes d'une peau de chevreau et velues comme celles d'Ésaü. Isaac mange et boit, puis Jacob embrasse Isaac qui reconnaît l'odeur d'Ésaü à ses habits qui exhalent la senteur des champs. Il bénit Jacob âgé de 63 ans, et le fait chef de sa fratrie et de ses biens. Isaac comprend la supercherie de Jacob lorsque Ésaü revient de la chasse et se présente devant lui pour obtenir sa bénédiction. Ésaü réclame une autre bénédiction mais son père Isaac lui dit qu'il vivra de son épée et servira son frère puis que plus tard il brisera son joug.
Isaac et Rébecca n'aiment pas les deux femmes hittites d'Ésaü, alliances interdites par le Deutéronome. À l'instigation de Rébecca, Isaac envoie Jacob à Aram, dans la maison de Betouel, épouser une fille de son beau-frère Laban, après l'avoir béni comme successeur d'Abraham.
Isaac meurt âgé de 180 ans à Mambré, près de Hébron et est enterré par Ésaü et Jacob dans le caveau familial de la grotte de Makpéla. Flavius Josèphe dit qu'Isaac meurt âgé de 185 ans et non pas de 180 ans.

## Tradition juive

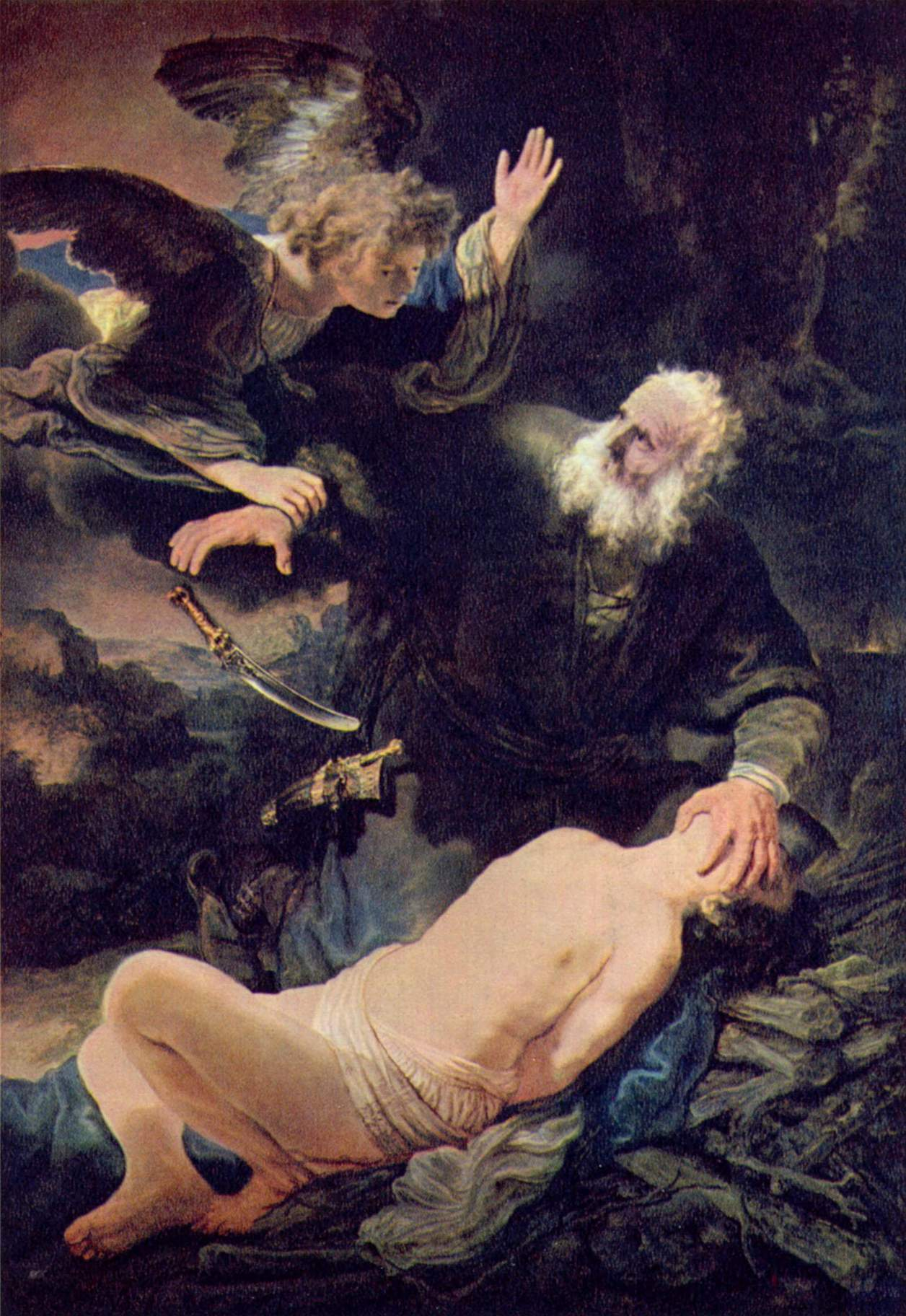
Le sacrifice d'Isaac, Rembrandt Harmensz.

La tradition juive de la Brith milah veut que l'on soit circoncis à l'âge de 8 jours, comme Isaac.
L'épisode biblique encore appelé sacrifice d'Isaac dans le christianisme est connu dans le judaïsme sous le nom de ligature d'Isaac (עקדת יצחק, 'akedat itshak en hébreu) parce que ce dernier n'a pas été immolé et parce que Dieu ne prononce à aucun moment les mots « tuer » ou « sacrifice ».
D’après Rachi, dans cet épisode, il est écrit que Dieu demanda à Abraham le sacrifice de son fils « unique » en parlant d’Isaac parce qu'il est vraiment le premier-né de sa femme Sara, alors qu'Ismaël n'est autre que le fils d'Agar, la servante égyptienne de Sara. C’est la raison pour laquelle Dieu dit à Abraham « ton fils unique » en parlant du fils (Isaac) de son épouse légitime Sara.
Dans la tradition juive, alors qu'Abraham représente la charité (midat hahessed), Isaac représente la rigueur (midat hadin). Isaac n'a jamais quitté de sa vie la terre d'Israël.
La tradition identifie la grotte de Makpéla, où Isaac est enterré, avec le tombeau des Patriarches qui est un lieu saint du judaïsme.

## Isaac dans l’islam
Isaac (Ishaq)  et Ismaël apparaissent plusieurs fois dans le Coran, comme deux prophètes. Ils sont cités fréquemment avec Abraham, parfois ensemble et parfois séparés. Dans ce cas (sourates 6,21...), Isaac est cité comme fils cadet d'Abraham et Ismaël est cité comme fils d'Abraham parmi d'autres prophètes. Isaac est le fils annoncé à Abraham. Néanmoins, sa vie n'est que peu évoquée. Elle n'est, comme celle d'Ismaël, que mineure par rapport à celle d'Abraham, leur père.
Le sacrifice d’un des fils d’Abraham est un sujet particulièrement intéressant. Ainsi, le Coran  précise le fils concerné qui est Ismael.  L'absence de précision sur le nom de celui-ci dans le Coran pourrait signifier que ce sacrifice a une dimension différente de celui du récit biblique. En effet, dans le Coran, "Le sacrifice n’a pas de conséquences électives ; il n’est qu’un exemple de foi et de soumission à Dieu. Il n’existe nulle mention dans le Coran que les fils d’Abraham donneront naissance à des nations ou à des peuples différents". Pour Rani, le passage d'Isaac à Ismaël serait lié à la réécriture de la généalogie arabe sous les ommeyades et les abbassides dans le cadre de tensions avec la Perse.
Des inscriptions préislamiques judéo-arabes dans la région d'al-'Ula prouvent l'existence de ce nom d'onomastique arabe. Néanmoins, la forme ’Isḥāq suggère une influence de l'araméen christo-israélien.

## Historicité
L'archéologue William G. Dever a écrit en 2001 : « Après un siècle de recherches exhaustives, tous les archéologues respectables ont abandonné l'espoir de retrouver un contexte qui ferait d'Abraham, d'Isaac ou de Jacob des personnages historiques ».

## Mise en musique
- Giacomo Carissimi a composé une Histoire sacrée : Abraham et Isaac, à cinq voix et orgue
- Marc-Antoine Charpentier a composé une Histoire sacrée : Le Sacrifice d'Abraham (Sacrificium Abrahae), H.402 - H.402 a - H.402 b, pour solistes, chœur, deux dessus instrumentaux, et basse continue. (vers 1681) Roy Buchanan - The story of Isaac
- Leonard Cohen utilise la référence à Isaac dans sa chanson Story of Isaac, qui dénonce le sacrifice des enfants par la guerre et ceux qui en sont responsables n'étant pas inspirés par une vision ou un ordre divin.

## Biographie
- Xavier Tilliette, Les philosophes lisent la Bible, Cerf, 2001, prix du Cardinal Grente de l'Académie française.